# Fifty-Fifty (1988)
Fifty-Fifty ist eine deutsche Kriminalfilmkomödie aus dem Jahre 1988 von Peter Timm mit Heinz Hoenig, Dominique Horwitz und Suzanne von Borsody in den Hauptrollen.

## Handlung
Willi ist ein typischer Nerd, ein junger, dürrer Schlaks mit Segelohren, aber ein liebenswerter Typ mit Ambitionen. Von Haus aus begütert, zeigt er jedoch keinerlei Fortüne, was immer er auch anpackt. Daheim gilt er als aus der Art geschlagen, als Familientrottel und schwarzes Schaf. Endlich will Willi dem Vater zeigen, dass auch er etwas zustande bringt und etwas „Großes“ auf die Beine stellen, warum nicht also einen Banküberfall? Gesagt, getan. Doch Willi, der sich eine Gummimaske von Helmut Kohl überstreift, stellt sich derart linkisch an, dass der Kassierer bereits den Alarmknopf gedrückt hat, ehe Willi nur „Hände hoch!“ oder „Dies ist ein Banküberfall“ sagen kann. Willi hat Glück im Unglück. Seine Verpeiltheit und Trotteligkeit finden in der Abgebrühtheit und Professionalität eines ehemaligen Polizisten die ideale Ergänzung. Der soeben aus dem Polizeidienst unehrenhaft entlassene Andy Schröder befindet sich gerade in der Schalterhalle, als Willi seine stümperhafte Aktion abzieht.
In Windeseile schaltet der frühere Gesetzeshüter, zutiefst frustriert darüber, wie die Behörde ihn behandelt hat, und wechselt spontan die Seiten. Schröder bietet sich Willi, der in der Filiale hoffnungslos gefangen scheint, als Geisel an. Gute Geiseln sind selten, ahnt Willi, aber mit Schröder ist eine ebenso perfekte wie völlig unerwartete an Ort und Stelle, und mit seiner und Schröders Geliebter Reginas Hilfe gelingt es Willi, dem Arm des Gesetzes ausgerechnet in einem Peterwagen zu entfliehen. Der das Gebäude einkesselnden Polizei erst einmal entkommen, entschließen sich die beiden Männer, bezüglich der Beute Fifty-Fifty, also Halbe-Halbe, zu machen. Doch bald kommt ihnen der altgediente Kommissar Lopitz, der bislang in diesem Fall von Erfolglosigkeit gestraft ist, auf die Schliche und will von seinem Wissen profitieren…

## Produktionsnotizen
Fifty Fifty entstand zwischen dem 8. Juni und dem 21. Juli 1988 in Hamburg und Umgebung  und wurde am 15. Dezember desselben Jahres in die Kinos gebracht.
Die Ausstattung besorgte Frank Geuer.

## Kritiken
Die Fachzeitschrift Cinema resümierte: „Narren und Ordnungshüter sind es bei Peter Timm, die die alte Ordnung endlich aufgekündigt haben. Ihnen soll einmal die Welt gehören. Die Chancen dafür stehen fifty-fifty. Die Chancen, dass es endlich wieder einen guten deutschen Komödienregisseur gibt, stehen mit “Fifty-Fifty” noch viel besser.“
Im Lexikon des Internationalen Films heißt es: „Eine von der Grundidee und einigen Gags her witzige Kriminalkomödie, die sich aber durch eine oberflächliche Personenzeichnung schnell totläuft und in die Niederungen gängiger Fernseh-Unterhaltung sinkt.“